# 흙둘레집

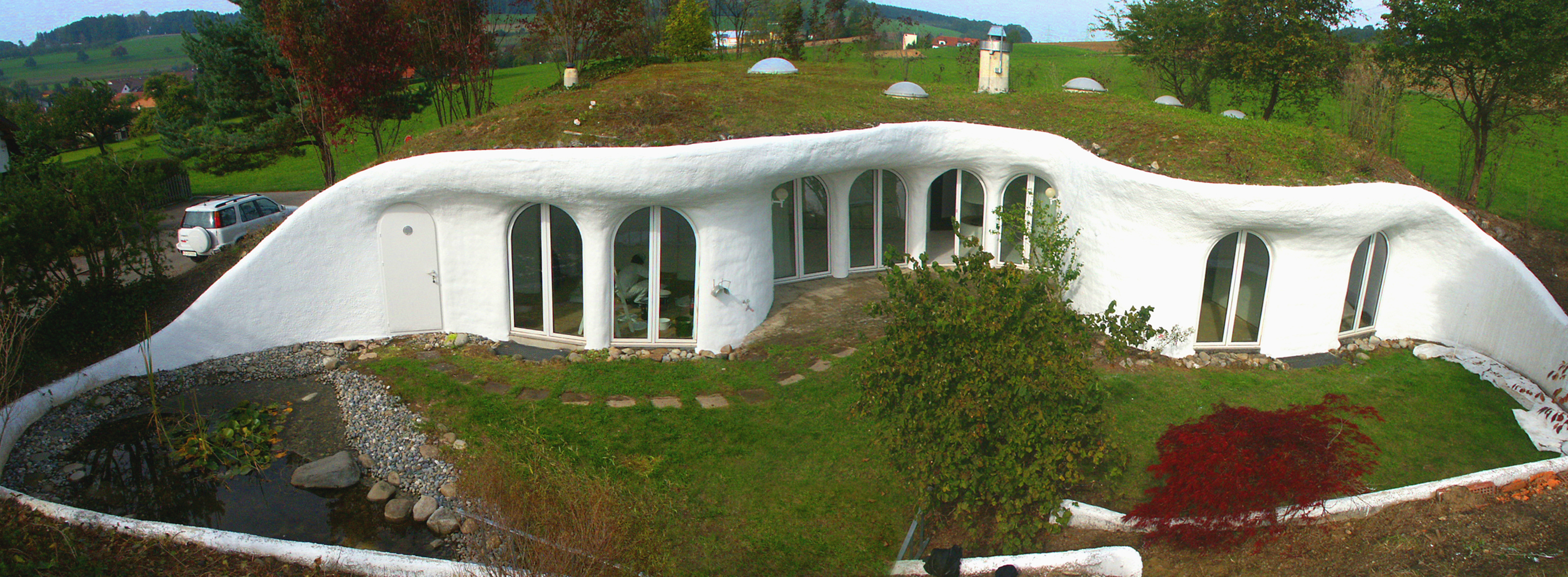
스위스 흙둘레집

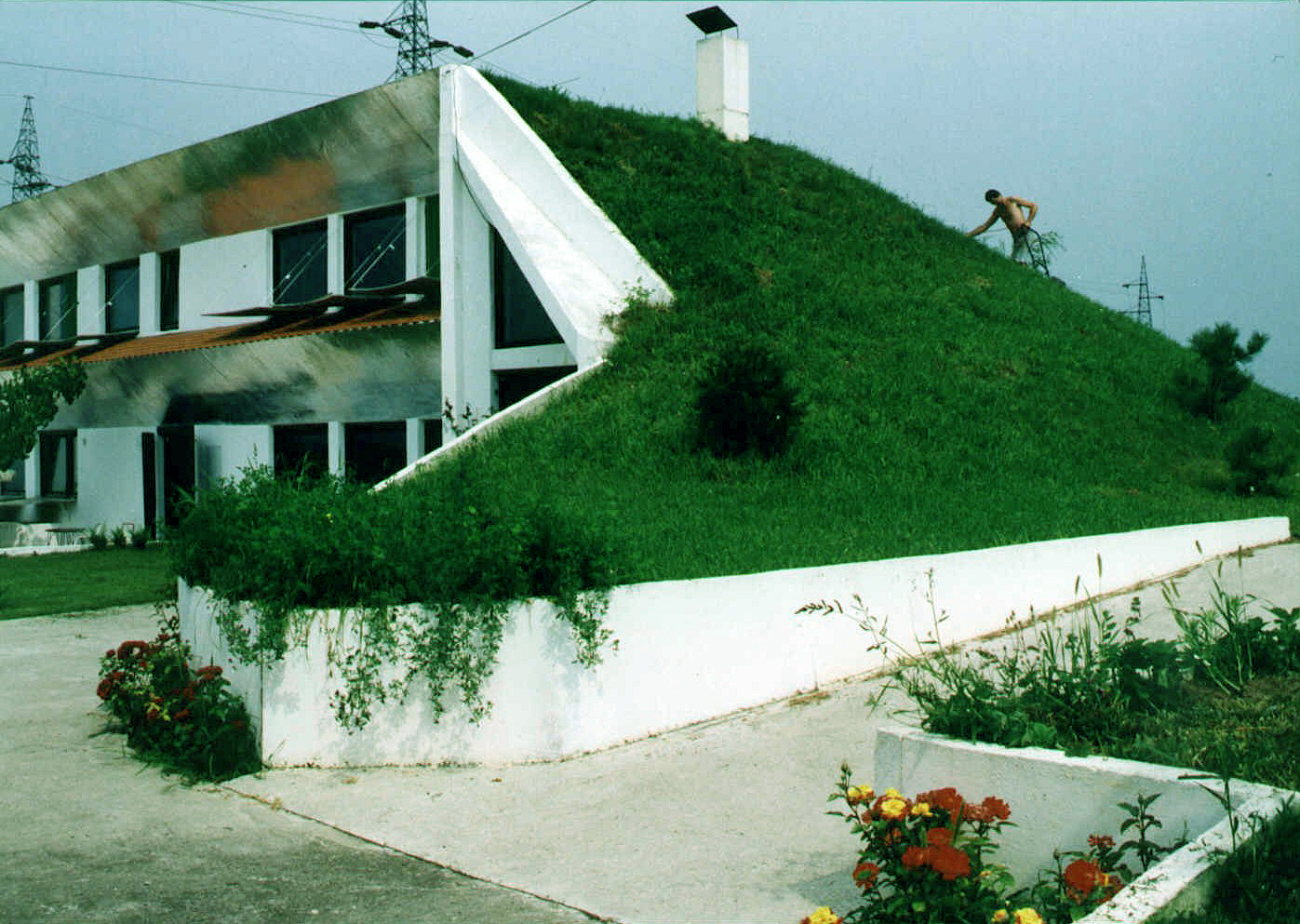
세르비아 노비사드의 흙둘레집

흙둘레집(독일어: Erdhaus)이란 집둘레를 자연토양으로 벽처럼 둘러싼 건축양식이다. 흙둘레집은 보통 부분적으로 대지(垈地)의 평면에 지어지고 그 위에 식물을 길러 생태발자국 지수를 줄이도록 친환경적으로 고안되어 있다. 현대의 흙둘레집은 콘크리트 벽및 단열재를 넣어 짓는다.